# 罗其南
罗其南（1917年—1986年），男，湖南浏阳人，中华人民共和国政治人物，曾任中共湖南省委常委，湖南省政协副主席，中共七大、十二大代表。